# Platyptilia periacta
Platyptilia periacta là một loài bướm đêm thuộc họ Pterophoridae. Loài này có ở Nam Phi.